# Список вірменських храмів України
Вірменські храми України — храми, збудовані у різні часи представниками вірменських громад. Нижче наведено список як існуючих, так і втрачених вірменських храмів.

## Волинська область
- Луцьк. Будується храм за адресою: вулиця Потебні, 105.[1]

## Дніпропетровська область
- Дніпро. Церква святого Григора Лусаворича, 2018.

## Донецька область
- Макіївка. Вірменська церква, 1998

## Запорізька область
- Запоріжжя. Вірменська церква.

## Київ
- Каплиця Србоц Наатакац

## Автономна Республіка Крим
- Багате. Храм Святого Спасителя, XIV—XV століття, реконструйований та оновлений в XIX столітті. Руїни.
- Євпаторія. Вірменська церква Сурб-Нікогайос (Св. Миколая), 1817.
- Старий Крим. Комплекс монастиря Сурб-Хач, XIV ст.
- Старий Крим. Руїни монастиря Сурб-Стефанос, XIII—XIV ст.
- Судак. Церква дванадцяти апостолів
- Тополівка. Церква Сурб Урбат, XIV ст., відновлена 1702 року.
- Тополівка. Церква Сурб Саргис, XIV ст. Руїни.
- Феодосія. Церква Св. Димитрія (Стефана), XIII—XIV ст.
- Феодосія. Церква Івана Предтечі, 1348.
- Феодосія. Церква Св. Георгія, 1385.
- Феодосія. Церква Св. Георгія, XIV ст.
- Феодосія. Церква Івана Богослова, XIV ст.
- Феодосія. церква Св. Сергія, XIV ст.
- Ялта. Церква Сурб-Репсіме, 1884—1916.

## Івано-Франківська область
- Івано-Франківськ. Покрови Пресвятої Богородиці

## Львівська область
- Львів. Вірменський собор св. Трійці, 1363—1527.

## Миколаївська область
- Миколаїв. Церква Сурб Геворг, 2012.

## Одеська область
- Одеса. Церква святого Григорія Просвітителя, 1995.

## Полтавська область
- Кременчук. Розпочалося будівництво 2024 року.[2][3]

## Харківська область
- Харків. Церква Сурб Арутюн, 2004.

## Чернівецька область
- Чернівці. Вірменська церква

## Черкаська область
- Черкаси. Церква у стані будівництва, що було розпочато в 2006 році.

## Галерея

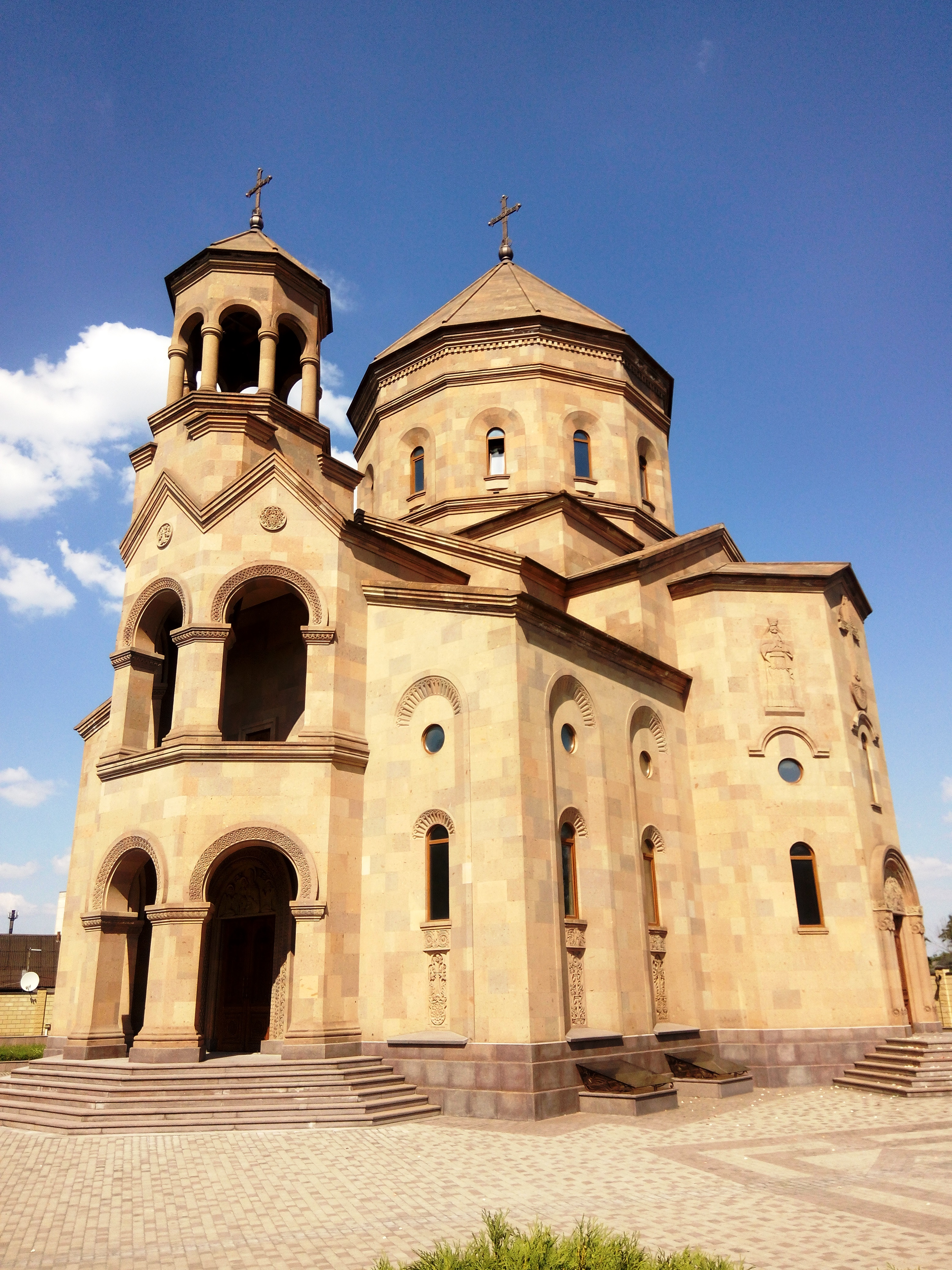
Церква святого Григора Лусаворича у місті Дніпро
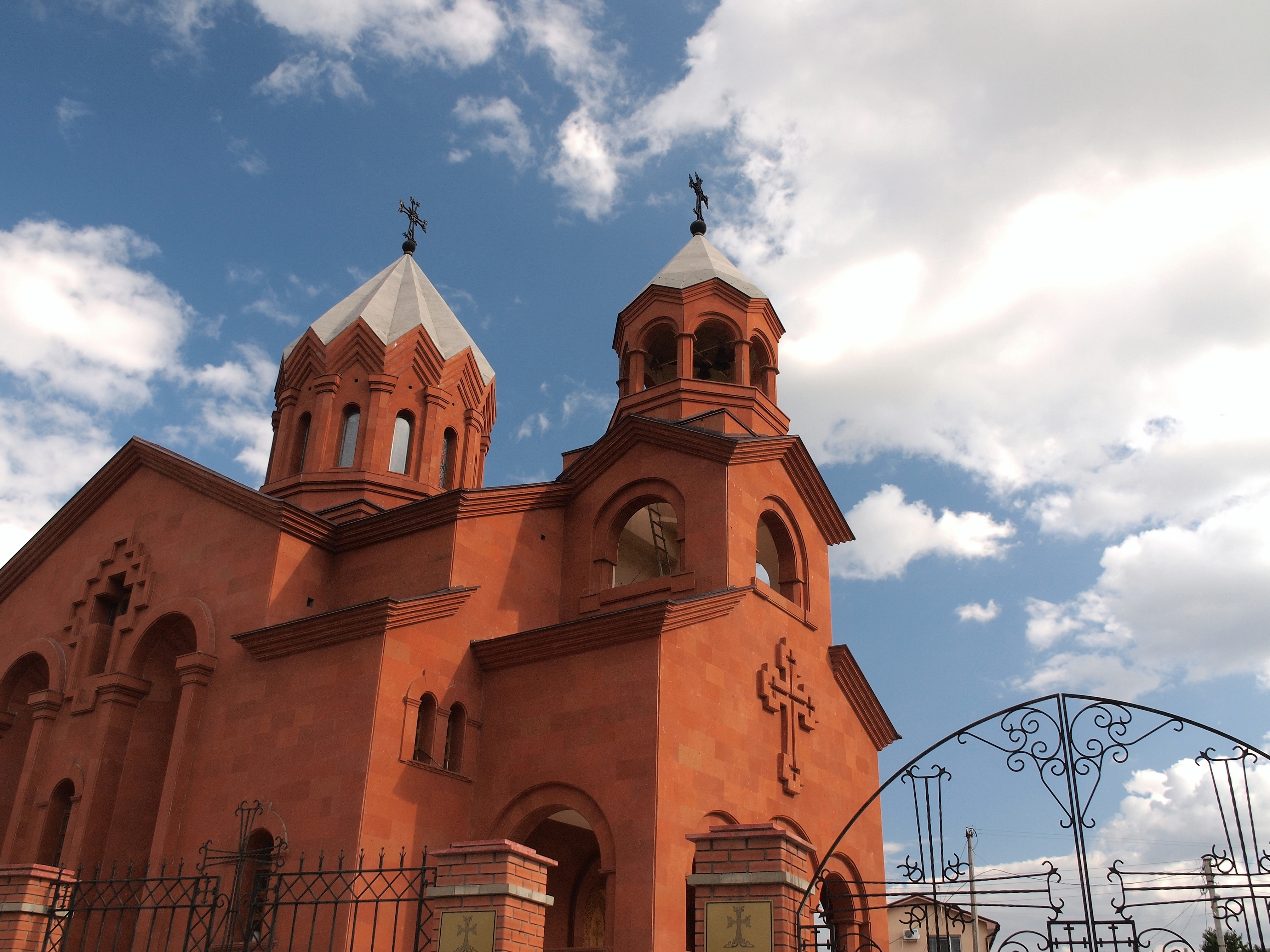
Церква Сурб Арутю́на (Святого Воскресіння) у місті Харків
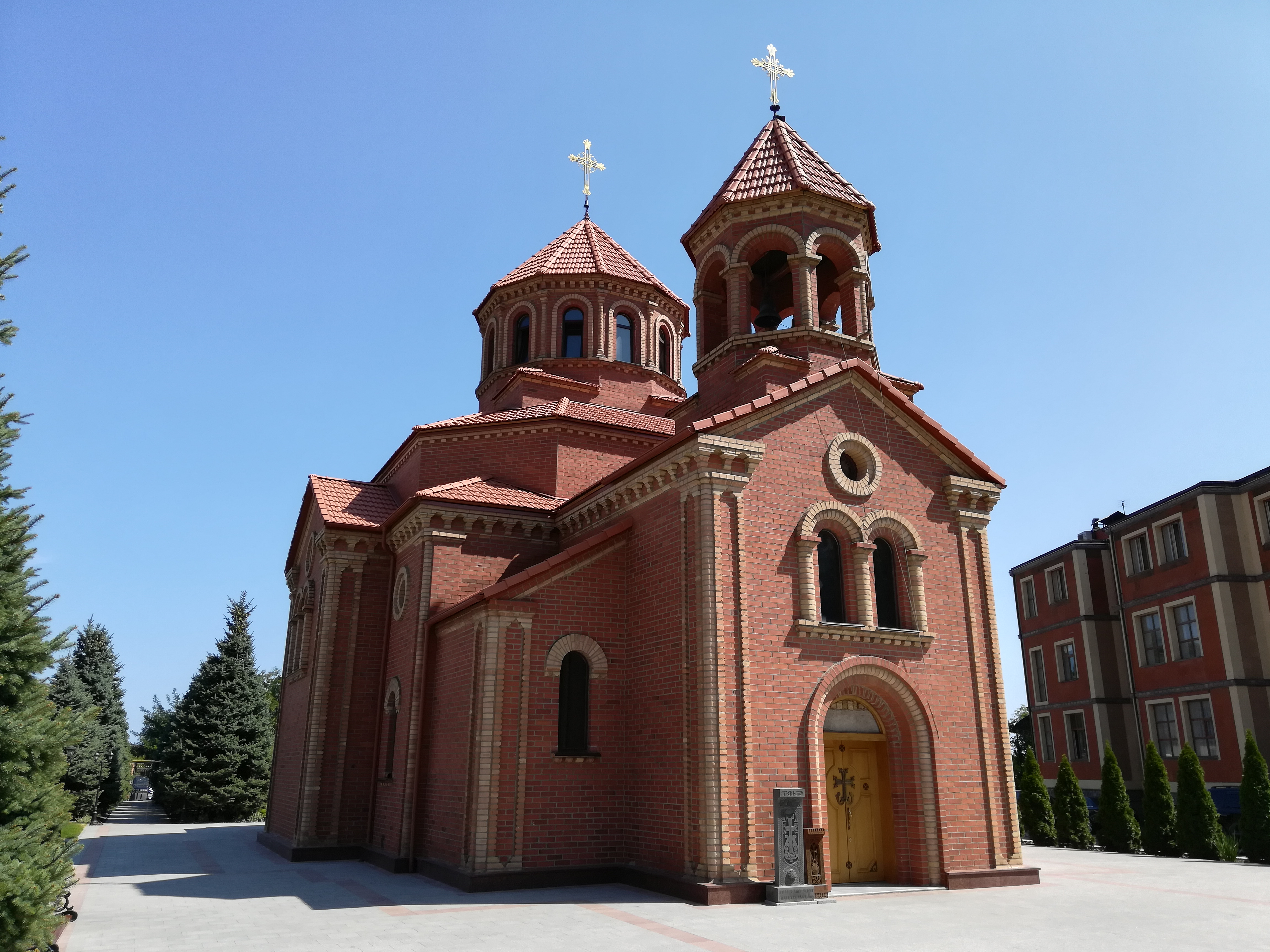
Церква святого Григорія в Одесі
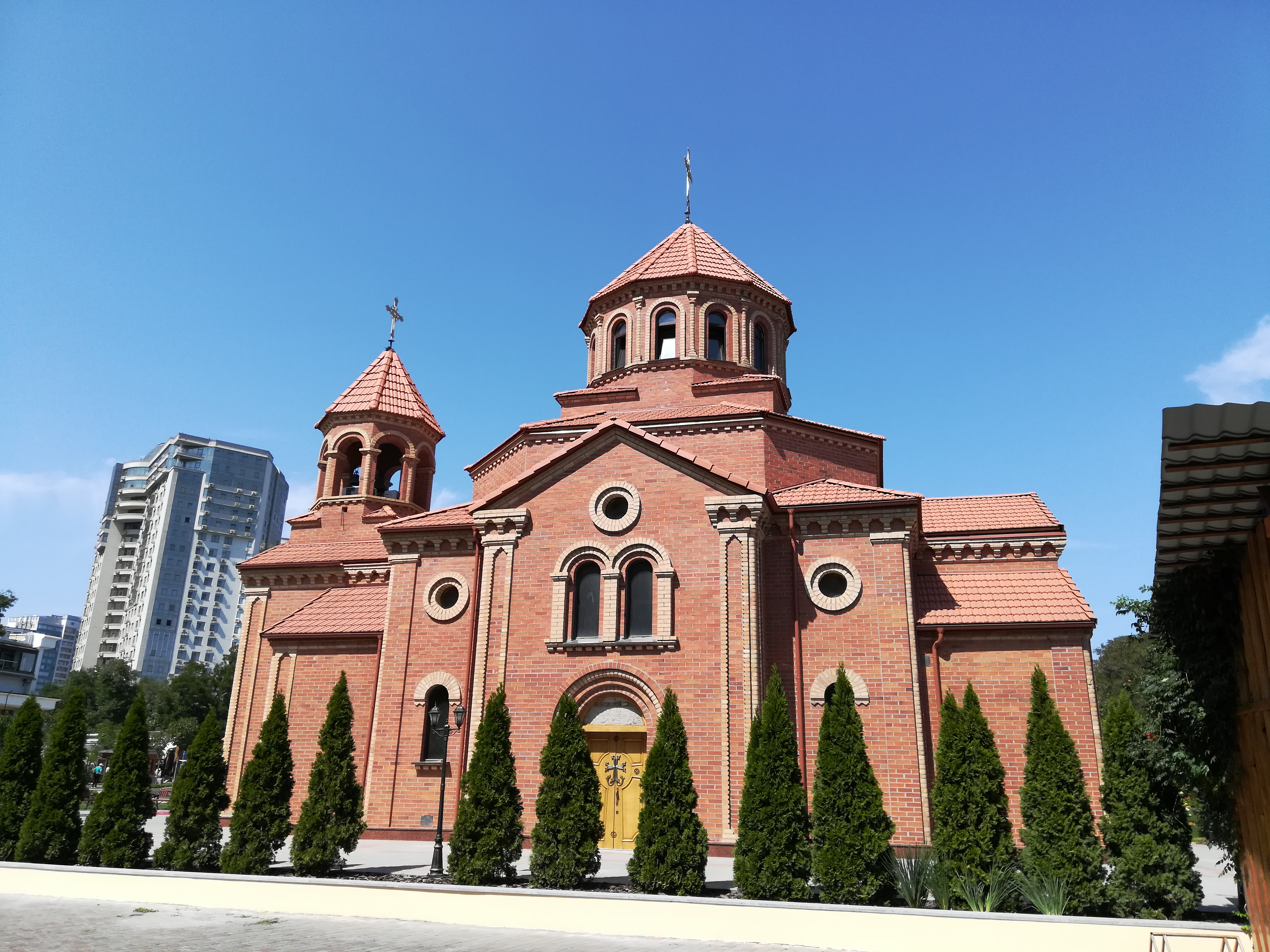
Церква святого Григорія в Одесі
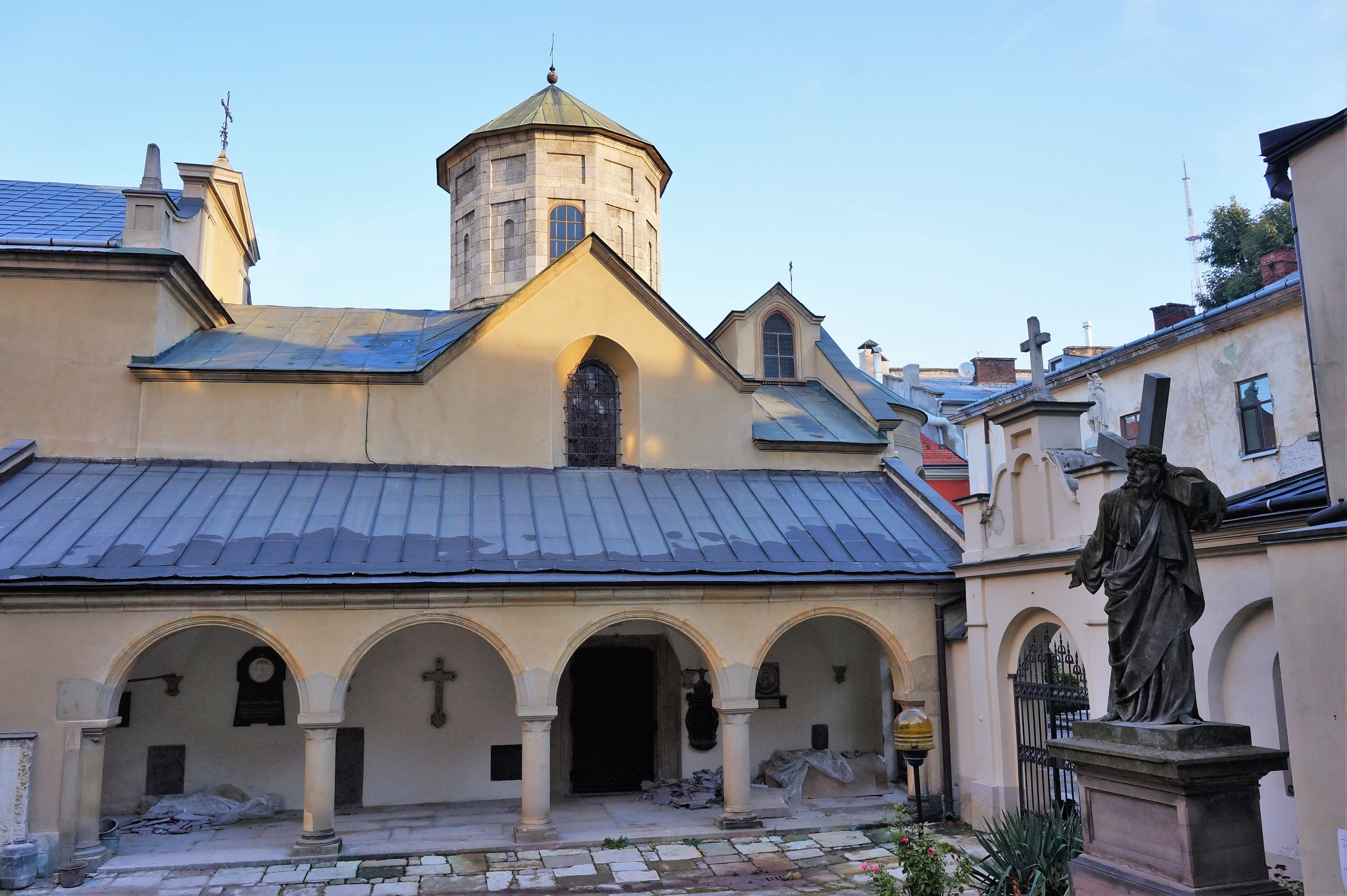
Вірменський Кафедральний Собор Успіння Пресвятої Богородиці у місті Львів
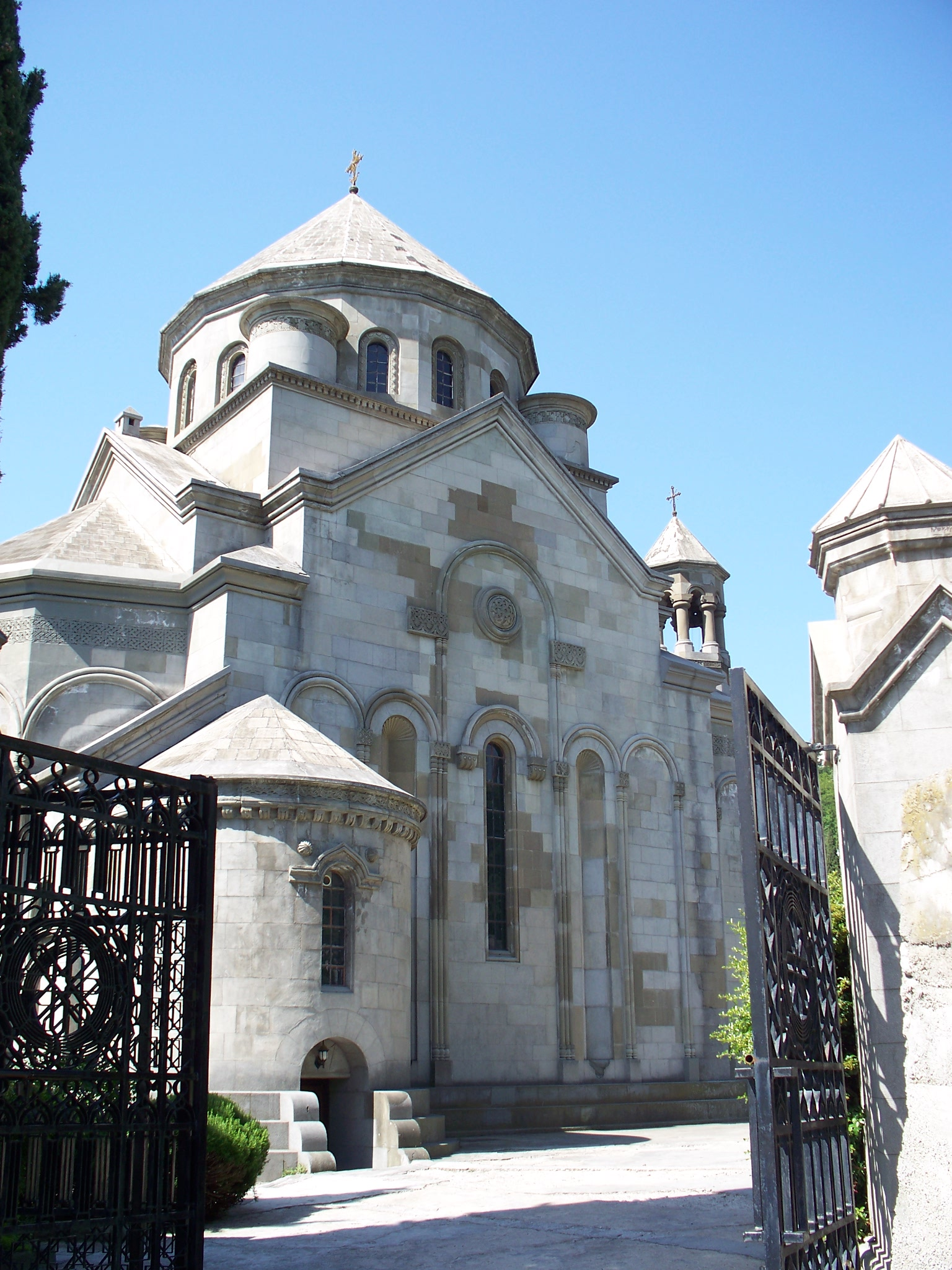
Церква Сурб-Ріпсіме у місті Ялта, АР Крим